# Changli (ort)
Changli är en ort i Kina. Den ligger i provinsen Hebei, i den norra delen av landet, omkring 240 kilometer öster om huvudstaden Peking.
Runt Changli är det tätbefolkat, med 411 invånare per kvadratkilometer. Det finns inga andra samhällen i närheten. Trakten runt Changli består till största delen av jordbruksmark.
Genomsnittlig årsnederbörd är 771 millimeter. Den regnigaste månaden är augusti, med i genomsnitt 202 mm nederbörd, och den torraste är januari, med 3 mm nederbörd.